# Comté d'Orleans (Vermont)
Pour les articles homonymes, voir Comté d'Orleans.
Le comté d'Orleans est situé dans le nord de l'État américain du Vermont, à la frontière de la province de Québec. Sa ville siège du comté est Newport. Selon le recensement de 2020, la population du comté est de 27 393 habitants.

## Géographie

### Situation
Le comté se situe entre les cimes orientales et occidentales des montagnes Vertes. Sa superficie est de 1 868 km2, dont 1 807 km2 de terre. Son point culminant est le pic Jay à 1 176 mètres d'altitude.
Le comté est principalement drainé par quatre réseaux hydrographiques : la Rivière Barton, Black River, la Rivière Clyde et la rivière Missisquoi. Les trois premières courent vers le nord au Canada et la quatrième vers l'ouest à travers le Vermont et le Canada. Ceci est unique dans l'est du Vermont. Toutes les autres rivières des comtés du Vermont coulent directement vers le sud et l'est des montagnes Vertes, se déversant dans le Connecticut. Le comté a plus d'étangs et de lacs que tout autre comté dans l'État du Vermont.

### Aires naturelles protégées
Le comté comprend trois forêts d'État : Hazen's Notch, Jay, et Willoughby.

## Histoire du comté
La Couronne britannique envoie des arpenteurs pour marquer la frontière entre ses deux colonies du Canada et de la Nouvelle-Angleterre, conformément à l'Acte de Québec de 1774. La frontière, à l'origine, se trouve sur le 45e parallèle. Cependant, la frontière se situe en réalité à 1,21 km au nord de cette frontière préétablie, dessinant ainsi une ligne brisée. Ceci est résolu en faveur d'une ligne frontalière brisée par le traité Webster-Ashburton de 1842. Cette décision affecte le comté Orléans.
Vers 1779-1780, le colonel américain Moses Hazen fait construire la route militaire de Bayley-Hazen (en) dans le nord du comté. Le but de cette route est d'envahir le Canada. Cette route n'a jamais été utilisée à cette fin, mais elle joue un rôle dans le règlement de cette zone frontalière entre les deux pays.
En 1781, la législature du Vermont divise le comté de Cumberland, en trois comtés : Windham, Windsor et le nord est appelé le comté d'Orange
De 1791 à 1793, Timothy Hinman construit ce qu'on appelle aujourd'hui la "route des colons Hinman (en)" reliant le nord de Greensboro à Derby vers le Canada.
Le 5 novembre 1792, la législature du Vermont divise les comtés de Chittenden et d'Orange en six comtés séparés : Chittenden, Orange, Franklin, Calédonie, Essex, et Orléans.
Le 27 décembre 1813, pendant la guerre de 1812, le comté est envahi par des milices britanniques venues du Canada, afin de détruire une caserne défendue à Derby.

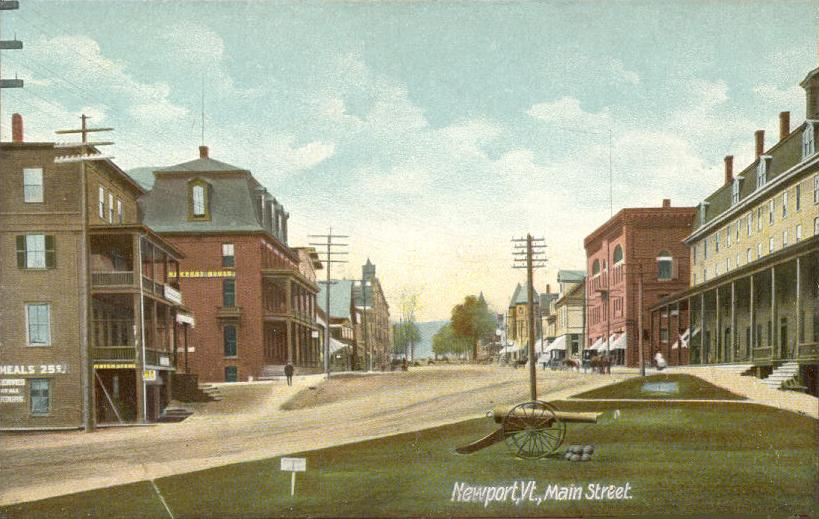
La rue principale de Newport en 1908.

Pendant la guerre civile, la Compagnie D, 4e de l'infanterie du Vermont est recrutée en grande partie dans le comté Orleans. En 1864, 267 hommes du 11e d'infanterie du Vermont sont capturés à la Railroad Weldon dans la campagne Overland. Aujourd'hui mieux connu comme la bataille de Jerusalem Plank Road. Ceci a été une source d'intérêt local quand on a appris que ces prisonniers avaient été gardés dans la prison d'Andersonville, un endroit tristement connu, même alors, pour ses mauvaises conditions de vie, ses tortures de prisonniers et les actes de cruauté. 54 de ces prisonniers étaient originaires du comté d'Orléans. Beaucoup d'entre eux sont morts en détention. D'autres sont revenus trop mutilés pour continuer à travailler dans leurs fermes agricoles. Ceci explique en partie l'offre soudaine de nombreuses fermes à vendre à la fin des années 1865-66. En conséquence, il y eut une immigration des Canadiens-français vers le comté afin d'acheter ces fermes.

## Démographie
Au recensement de l'an 2000, 7,72 % des résidents du comté parlent le français à la maison. 30 % des résidents du comté auraient des ancêtres canadiens-français.
- sources du graphique des recensements[11],[12],[13].

## Politique fédérale
| Année | Démocrate    | Républicain  |
| ----- | ------------ | ------------ |
| 2008  | 62,6 % 7 998 | 35,1 % 4 482 |
| 2004  | 51,7 % 6 330 | 46,3 % 5 666 |
| 2000  | 45,1 % 5 472 | 47,8 % 5 799 |

## Comtés américains adjacents
- Comté d'Essex (est)
- Comté de Caledonia (sud)
- Comté de Lamoille (sud-ouest)
- Comté de Franklin (ouest)

## Municipalités régionales de comté adjacentes
- Brome-Missisquoi (nord-ouest)
- Memphrémagog
- Coaticook (Québec) (nord-est)